# Octavio Escobar Giraldo
Octavio Escobar Giraldo (Manizales, Colombia, 1962) es médico y escritor. Es  considerado  uno de los narradores más versátiles, interesantes e innovadores de la literatura colombiana contemporánea. Premio Internacional de novela corta “Ciudad de Barbastro” (2014) y Premio Nacional de Novela del Ministerio de Cultura (2016)  por  Después y antes de Dios. También Premio de poesía ciudad de Las Palmas de Gran Canaria (2019) por Manual de hipocondría. En su estilo narrativo influyen de forma sustancial la televisión, la música, el cine -ya que como él mismo afirma "fue más a cine que a clase"- y escritores como Edgar A. Poe, H. P. Lovecraft, Raymond Carver, Juan Carlos Onetti, F. Scott Fizgerald, Raymond Chandler, Dashiell Hammett, Joseph Conrad, Antón Chéjov, Juan García Ponce, Alfredo Bryce Echenique, entre otros.
Ha publicado las novelas Manu (2024), Cassiani (2023), Cada oscura tumba (2022, Planeta. Finalista del Premio Rodolfo Walsh de la XXXVI Semana Negra de Gijón, 2023), Mar de leva (2018, Random House),  Après et avant Dieu (2017), El mapa de Sara (2016), Después y antes de Dios (2014, Pre-Textos, XLV Premio Internacional de Novela Corta "Ciudad de Barbastro" y Premio Nacional del Ministerio de Cultura), Cielo parcialmente nublado (2013), Destinos intermedios (2010, Periférica), 1851. Folletín de cabo roto (2007), El álbum de Mónica Pont (2003, ganadora de la VIII Bienal Nacional de Novela “José Eustasio Rivera”), Saide (1995, Premio Nacional de  Crónica Negra Colombiana, traducida al alemán y el italiano) y El último diario de Tony Flowers (1995). Los libros de cuentos  Hotel en Shangri-Lá (2002, Premio Nacional de Cuento de la Universidad de Antioquia), De música ligera (1998, Premio Nacional de Literatura del Ministerio de Cultura de Colombia), La posada del Almirante Benbow (1997), Las láminas más difíciles del álbum (1995, Premio Confamiliar del Atlántico de Literatura Infantil y Juvenil) y El color del agua (1993). Algunos de sus cuentos han sido incluidos en antologías traducidas al inglés, italiano, búlgaro y alemán. También ha publicado el libro-álbum para niños El viaje del príncipe (2018, Panamericana) y los libros de poesía Historias clínicas (2016, Premio Nacional de la Tertulia Literaria) y Manual de hipocondría (2019, XXIV Premio de poesía ciudad de Las Palmas de Gran Canaria).
Es profesor de la Facultad de Artes y Humanidades de la Universidad de Caldas y director de la Feria del Libro de su ciudad natal, Manizales.

## Comentarios acerca de su obra
Jaime Alejandro Rodríguez, escritor y profesor del Departamento de Literatura de la Facultad de Ciencias Sociales de la Universidad Javeriana, escribe acerca de Escobar Giraldo en su Manual de novela colombiana: "posee una gran habilidad narrativa que le permite andaduras muy diversas: desde el tratamiento de la fábula convencional hasta la elaboración de verdaderas parodias metaficcionales, desde el eficaz aprovechamiento de la cultura popular, hasta la pulcritud del cuento histórico y culto, desde la ironía más sutil hasta la inteligencia contundente de la ficción breve. Y todo esto con un uso a la vez preciso, creativo y fluido del lenguaje".
Hace referencia de igual modo, a dos de las obras más comentadas del escritor manizaleño: el libro de cuentos De música ligera (Premio Nacional de literatura del Ministerio de Cultura de Colombia, Cuento 1998) y la novela El último diario de Tony Flowers (ganadora en los II Nuevos Juegos Florales de Manizales) y destaca los elementos de metaficción e intertextualidad presentes en ellas, las cuales han sido trabajadas ampliamente por Jaime Alejandro Rodríguez en sus diferentes producciones escritas.
Por su parte, Antonio María Flórez señala en una ficha crítica acerca de Folletín de cabo roto (novela publicada por Intermedio Editores en el año 2007) ciertas consideraciones temáticas y estéticas de la novela, como una obra atípica, lejana a las preocupaciones temáticas habituales de Octavio Escobar Giraldo. Aquí, la urbe, la adolescencia, la música, la contemporaneidad, la metaficción y la complejidad estructural, ceden el paso a una obra rural, de época, que trata asuntos adultos con un cierto toque social. Señala su encuentro con una novela de trazado más lineal y de más largo aliento, escrita a la manera de los folletines decimonónicos nacidos en Francia en 1842. Folletín de cabo roto -agrega Flórez- "nos cuenta una particular versión de la colonización antioqueña, desplegando a lo largo de sus páginas un profundo conocimiento de este proceso; del mismo modo, rinde especial homenaje a través de un estilo irónico cargado de humor, al Quijote y las novelas de caballería".

## Obra publicada
Cuento
- El color del agua: cuentos (1993)
- Las laminas más difíciles del álbum (1995, Premio Confamiliar del Atlántico de literatura juvenil)
- La posada del Almirante Benbow (1997)
- De música ligera (1998) (Premio Nacional de Literatura Ministerio de Cultura, 1997, género: cuento)
- Hotel en Shangri-Lá (2002, Premio Nacional de Cuento Universidad de Antioquia)

Novela
- El último diario de Tony Flowers (1995)
- Saide (1995)
- El álbum de Mónica Pont (2003) (Ganadora de la VIII Bienal nacional de novela “José Eustasio Rivera”, 2002)
- 1851. Folletín de Cabo roto (2007, Intermedio Editores) (Beca de creación del Ministerio de Cultura)
- Destinos intermedios (2010, Periférica)
- Cielo parcialmente nublado (2013, Intermedio Editores)
- Después y antes de Dios (2014) (Premio Internacional de Novela Corta Ciudad de Barbastro / Premio Nacional de Novela de Colombia de 2016)
- El mapa de Sara (2016, Panamericana)
- Après et avant Dieu (2017) (Traducción al francés de la novela Después y antes de Dios)
- Mar de leva (2018, Random House)
- Cada oscura tumba (2022, Planeta. Finalista del Premio Rodolfo Walsh de la XXXVI Semana Negra de Gijón, 2023)
- Cassiani (2023, Planeta)
- Manu (2024, Editorial Destino)

Poesía
- La manzana oxidada: (tres poetas del viejo Caldas) (1997) (Escrito con: Flobert Zapata y Alberto Verón, seudónimo de Alberto Antonio Berón Ospina)
- Historias clínicas (2016, Premio Nacional de la Tertulia Literaria)
- Manual de hipocondría (2019, XXIV Premio de poesía ciudad de Las Palmas de Gran Canaria)

Libro-álbum para niños
- El viaje del príncipe (2018, Panamericana)

Antologías, selecciones, recopilaciones
- Cuentos (2015)
- Cuentos de Asia, Europa & América: Luvina 100 (Fondo Universidad de Guadalajara) (2021)

Como editor
- Cuento caldense actual (1993)
- Todos los cuentos el cuento (2007)

## Premios y reconocimientos
- Premio Crónica Negra Colombiana
- Premio Comfamiliar del Atlántico de Literatura Infantil y Juvenil.1994
- Premio Nacional de Literatura Ministerio de Cultura. 1997. Género: cuento
- Premio Nacional de Cuento. Universidad de Antioquia. 2002
- VIII Bienal Nacional de Novela José Eustasio Rivera. 2002
- Beca de creación del Ministerio de Cultura.
- Premio internacional de novela corta Ciudad de Barbastro. 2014
- Premio Nacional de Novela del Ministerio de Cultura. 2016
- Premio Nacional de Poesía de la Tertulia de Gloria Luz Gutiérrez. 2016
- XXIV Premio de poesía ciudad de Las Palmas de Gran Canaria. 2019
- Finalista del Premio Rodolfo Walsh de la XXXVI Semana Negra de Gijón, 2023